# Álvaro Gonçalves de Ataíde, 1.º Conde de Atouguia
D. Álvaro Gonçalves de Ataíde (c. 1385 - 14 de fevereiro de 1452), 1.º conde de Atouguia, foi um fidalgo, militar e diplomata português do século XV. 
Em 1450, era mencionado em documentos como "rico-homem, membro do Conselho Real, escrivão da puridade e coudel-mor do Reino". 
Foi ainda alcaide dos castelos de Atouguia, Vinhais e Monforte de Rio Livre, além do de Coimbra.
Terá sido um dos primeiros vinte e sete cavaleiros a receber a Ordem da Torre e Espada.

## Biografia
Era filho de Martim Gonçalves de Ataíde (falecido em Espanha, cerca de 1392), alcaide-mór de Chaves, e de D. Mécia Vasques Coutinho, aia dos Infantes da Ínclita Geração, filhos de D. João I. 
O seu pai (descrito em fontes da época como sendo "de uma mansidão misturada com muita prudência e conversação graciosa") seguira o partido de Castela na crise de 1383 - 1385, o que levou a que seus bens (incluindo o senhorio de Gouveia) fossem confiscados em agosto de 1385. Em abril de 1386, depois de 4 meses de cerco, entregou a D. João I o castelo de Chaves e partiu para o exílio em Espanha, onde viria a falecer.
Após a morte de Martim Gonçalves, Mécia Vasques - que era irmã do vencedor de Trancoso, Gonçalo Vasques Coutinho - foi autorizada por D. João I a regressar a Portugal, juntamente com toda a família, e foi nomeada aia dos Infantes. 
Os seus filhos também ingressaram no serviço da corte e anos mais tarde, em 1415, Álvaro Gonçalves de Ataíde teve participação destacada na tomada de Ceuta, ao lado do seu irmão Vasco Fernandes de Ataíde, que faleceu durante o assalto, sendo o único fidalgo português a perder a vida na ação contra a praça.
Em 1416, foi nomeado - juntamente com seu cunhado D. Fernando de Castro (f. 1440), senhor do Paúl do Boquilobo e filho segundogênito do senhor do Cadaval - para representar Portugal no Concílio de Constança, que durou até 1418. Depois partiu para o Sacro Império onde, em nome do Infante D. Pedro, veio a receber a marca de Treviso, doada pelo rei da Hungria, Sigismundo (de quem Álvaro Gonçalves fora companheiro de armas, na Bósnia), tendo ficado por um tempo administrador da mesma. De seguida, rumou para a Terra Santa e, já de regresso ao reino, ainda participou na ação de socorro a Ceuta, em 1419.
Depois deste ano, Álvaro Gonçalves só volta a ser mencionado em documentos em 1428, quando aparece no rol das testemunhas dos casamentos dos Infantes D. Pedro e D. Duarte, o que abre a possibilidade de que tenha voltado a viajar pela Europa entre as duas datas, nomeadamente para acompanhar o célebre périplo do Infante D. Pedro.
Em 1429, foi enviado a Castela com Nuno Martins da Silveira, numa ação para conciliação do monarca castelhano com os reis de Navarra e Aragão e, na sequência dessa missão, foi testemunha, em nome do Infante D. Pedro, do Tratado de Paz de 1432, selado entre Portugal e Castela. Em documento coevo é referido como sendo homem de quem "El Rey de Portugal mucho fiaba".

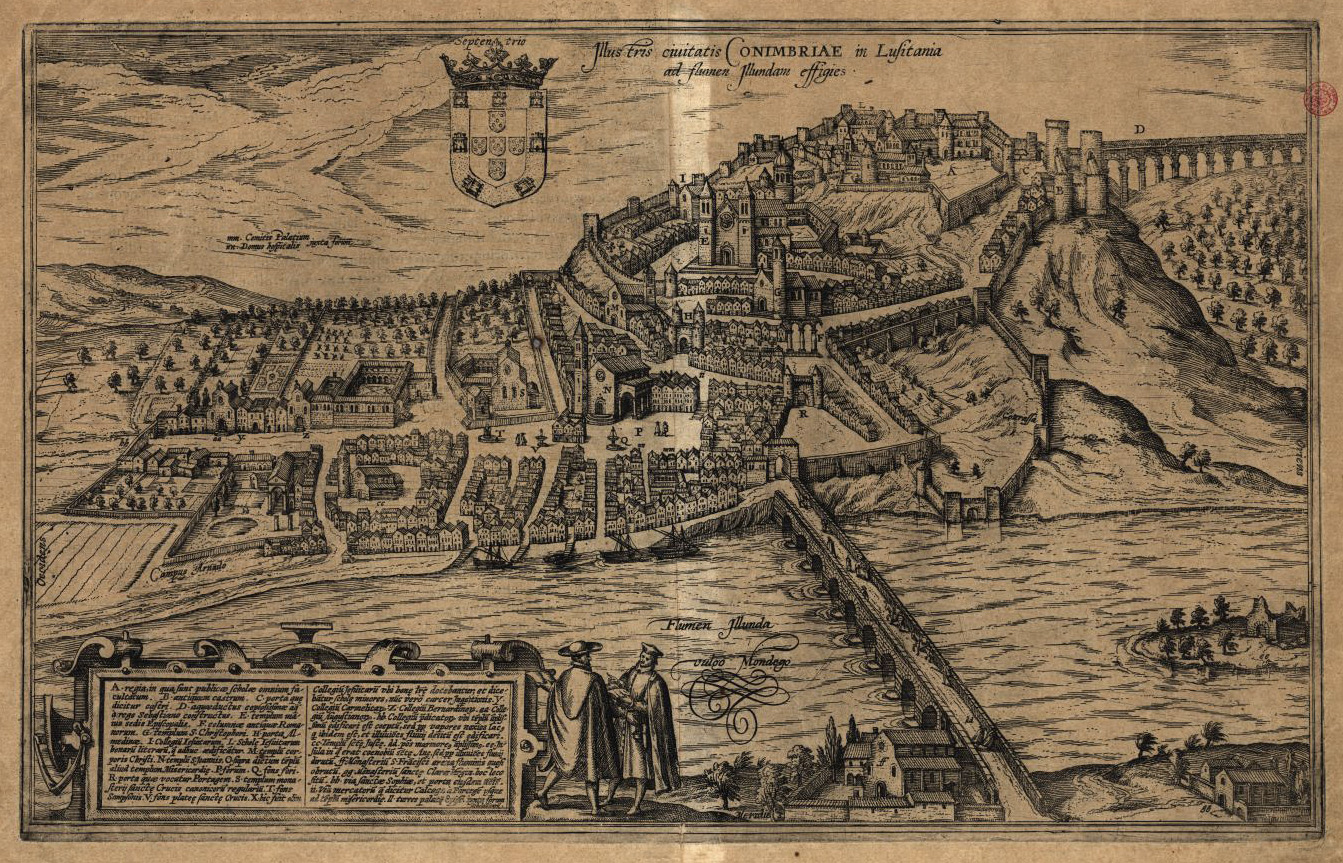
O Castelo de Coimbra, de que o 1.º Conde de Atouguia foi Alcaide-mor, tal como está representado em livro publicado por Georg Braun, no ano de 1598

Em 1445 armou uma das 26 caravelas e naus que se destinavam à Guiné, da qual nomeou capitão João de Castilha, e segundo a obra «Nobreza de Portugal e do Brasil» (Volume II, página 331), "...esteve em Palma e na Gomeira, onde realizou proezas com ajuda de dois capitães, Bruco e Piste, que ali residiam e se tornaram serviçais do Infante".
Foi figura política proeminente durante os governos do Regente D. Pedro, Duque de Coimbra, de quem foi governador da casa (com 8300 libras de moradia), e de D. Afonso V, de quem foi aio.  
Com ligação privilegiada a ambos, esteve em posição central na corte, servindo por vezes de agente mediador nos conflitos que despontavam entre o herdeiro da coroa e o tio. Foi o Duque D. Pedro quem lhe concedeu a alcaidaria de Coimbra, sede militar do seu ducado. Entretanto, como aio de D. Afonso V e com posição privilegiada junto do monarca, que muito valorizava o seu apoio político, dele recebeu o título de Conde de Atouguia (em 17 dezembro de 1448), que incluía não só o senhorio da vila - com seu castelo, termo e toda a jurisdição -  como o padroado da respectiva Igreja. Depois de ser conde, e tal como era a regra na época, abandonou o patronímico e usou também o título de Dom, passando a ser referido nos documentos como D. Álvaro de Ataíde. Por carta de D. Afonso V, de 29.09.1449, foi-lhe também confirmada a coutada da mata e terra da Azenha, no termo de Benavente.  
Em 1448 - 1449, após constatar que não conseguia convencer o Infante D. Pedro a aceitar a passagem do Duque de Bragança pelo seu território, acabou por alinhar pelo partido do Rei contra o Duque de Coimbra, no conflito que terminou na Batalha de Alfarrobeira (20 de Maio de 1449) e nesta participou, juntamente com seu filho D. Martinho, ao lado do monarca.  

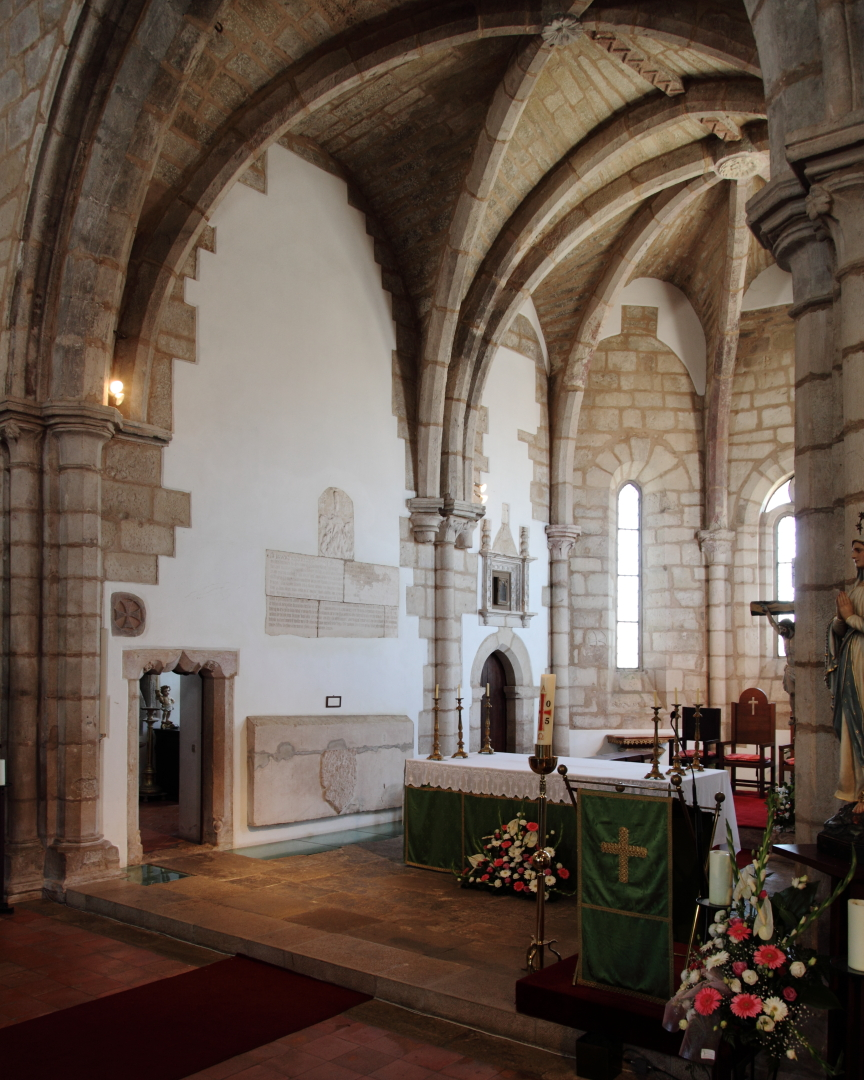
O Claustro da Igreja de São Leonardo (Atouguia), onde D. Álvaro Gonçalves de Ataíde está sepultado

Faleceu em fevereiro de 1452, sendo sepultado na Igreja de São Leonardo, na Atouguia da Baleia; o epitáfio da sepultura, mandada construir por sua mãe, exalta os principais marcos da carreira do conde, nomeadamente os guerreiros (participação na tomada de Ceuta e nas guerras do Imperador Sigismundo) e os políticos (peregrinação à Terra Santa, participação no Concílio de Constança e nomeação para aio de D. Afonso V).

## Casamento e descendência
Casou em 1412 com D. Guiomar de Castro (c. 1390 ? - c. 1469), que foi Aia da Infanta D. Leonor, depois imperatriz da Alemanha, e era filha de D. Pedro de Castro, 1.º Senhor do Cadaval de juro e herdade, e de sua mulher D. Leonor Teles de Meneses. Depois de viúva, a condessa D. Guiomar recebeu da coroa uma tença anual de 60 mil reais brancos.
Do seu casamento, teve o 1.º conde de Atouguia os seguintes filhos:
- D. Martinho de Ataíde (c. 1415 - c. 1499), que sucedeu na casa e no título; teve geração do seu segundo casamento (em abril de 1457) com D. Filipa de Azevedo, filha do vedor da Fazenda, Luís Gonçalves Malafaia;

- D. João de Ataíde (n. ? - f. 1448), Prior do Crato, sem geração;

- D. Vasco de Ataíde (n. ? - f. 1483), Prior do Crato, sem geração;

- D. Álvaro de Ataíde (n. ? - f. 1505), senhor da Castanheira, teve geração dos seus dois casamentos, sendo progenitor dos condes da Castanheira e dos condes de Castro Daire;

- D. Joana de Castro, que casou c. 1442[2] com D. Fernando Coutinho, 4.º marechal de Portugal, com geração, nomeadamente nos condes de Redondo;

- D. Filipa de Castro, casada com D. João de Noronha, alcaide-mor de Óbidos, com geração;

- D. Mécia de Castro, que casou em 12.03.1451[13] com Fernão de Sousa, senhor de Gouveia[14] (recebendo da coroa, pelo seu casamento, uma tença de 45 mil reais brancos),[2] com geração, nomeadamente nos senhores de Gouveia (que viriam a suceder no titulo de conde de Redondo), nos senhores (depois condes) de Castro Daire, nos senhores de Ferreiros e Tendais, nos senhores das honras de Ataíde e Barbosa e noutros;

- D. Leonor de Menezes, que casou com Gonçalo de Albuquerque, 3.º senhor de Vila Verde dos Francos (recebendo da coroa uma tença anual de 20 mil reais brancos, a partir de 05.04.1451),[15] com geração, nomeadamente o famoso governador da Índia Afonso de Albuquerque, que foi um dos filhos deste casamento;
- D. Isabel de Ataíde, Abadessa do Mosteiro de Arouca, desde 1441 até à data da sua morte em 1458.[16]

Fora do casamento, teve um filho ilegítimo: 
- D. Pedro de Ataíde, abade de Penalva, que foi pai de 3 bastardos, entre eles Vasco de Ataíde e Pedro ou Pêro de Ataíde, navegadores e capitães na armada de Pedro Álvares Cabral.[17]

O seu filho D. Martinho de Ataíde foi assim o 2.º conde de Atouguia , sucedendo de imediato no título, em 1452.